# 特別権力関係論
特別権力関係論（とくべつけんりょくかんけいろん）とは、公法学上の概念であり、ある一定の特別の公法上の原因によって成立する公権力と国民との法律関係における法理についての理論。
なお、統治権によって成立する人と公権力との関係は一般権力関係と呼ばれ、特別権力関係と区別される。

## 理論の意義
ドイツ公法学から発祥した概念で、大日本帝国憲法下の日本でも用いられた理論である。特別権力関係（独：besonderes Gewaltverhältnis）においては、以下で述べるような特別の法理によって律せられると考えられてきたが、日本国憲法など、現行の「法の支配」（実質的法治主義）を旨とする憲法法制下では用いることができない理論である。代わりに、現代では部分社会論が用いられている。
「特別権力関係」とみなされる法律関係の具体的な例としては公務員の勤務関係、在監者（受刑者、未決拘禁者）の在監関係、国公立大学の学生の在学関係、国公立病院の患者の在院関係などが挙げられるが、これらの法律関係の発生は公権力の強制が契機の場合もあれば、本人の同意が前提となる場合もあり、そもそも一律な法理を当てはめることが妥当かどうか、この法理そのものの意義について疑問視する見方もある。
芦部信喜は、従来特別権力関係と呼ばれていた法律関係のうち、憲法秩序の構成要素としてその存在と自律性が認められたものについてのみは特別の規律に基づく人権制限が許されるのではないかという見解を述べたことがある（憲法秩序構成要素説）。

## 法原則
特別権力関係において伝統的に妥当すると考えられてきた法原則は以下の通りである。
法治主義の排除
公権力は包括的な支配権（命令権、懲戒権）を有し、法律の根拠なくして私人を包括的に支配できる。
人権保障の排除
公権力は私人の人権を法律の根拠なくして制限することができる。
司法審査の排除
公権力の行為の適法性について、原則として司法審査に服さない。

## 憲法での修正
日本国憲法など立憲的な憲法においては法の支配（実質的法治主義）や基本的人権の尊重を原理原則としていることから各種の修正がなされている。以下は日本の事例により説明する。

### 公務員
全逓東京中郵事件において、「公務員にも労働基本権が保障されるが、内在的に制約を受ける」として、一応、特別権力関係を修正した。

### 在監者
拘置所の新聞記事の一部を抹消した「よど号」記事抹消事件において「相当の蓋然性」がある限り、認められれば許容されるとしている。

### 国立大学学生
例えば、富山大学事件では特別権力関係論を採用せずに部分社会論を採用しているといわれる。それに類する事件として私立大学の事件だが昭和女子大事件などがある。

### ハンセン病療養所療養患者・元患者
かつて、ハンセン病療養所の医師や看護人他療養所職員と療養患者・元患者との間に、前者の後者に対する「懲戒検束権」が認められていたとする関係者の証言が多く存在し、これをもって、療養所内もしくは内外で両者の間に特別権力関係が成立していたともされているが、それが国や自治体他の官公署で認められていた事項だったか否かはその責任の所在もふくめ現在でも学術研究上の対立がある。
近時、最高裁は「特別権力関係」の語を用いなくなったが、単純な内部的規律の範囲を超えてされる退学などの措置については司法審査が及ぶとする修正特別権力関係説に対応する形で、地方議会や大学のような「特殊な部分社会」の内部問題は、一般市民法秩序と直接の関係を有する場合を除き、違法審査の対象外とする部分社会論を展開している（富山大学事件）。